# Bredsäters församling
Bredsäters församling var en församling i Skara stift och i Mariestads kommun. Församlingen uppgick 2006 i Lugnås församling. 

## Administrativ historik
Församlingen har medeltida ursprung.
Församlingen var till 2006 annexförsamling i pastoratet Björsäter, Lugnås och Bredsäter. Församlingen uppgick 2006 i Lugnås församling.<

## Kyrkor
- Bredsäters kyrka